# Мохаммад Бек Талыш
Мохаммад Бек Талыш (перс. محمد بیگ تالش‎, Мохаммад Бейг Талеш) — высокопоставленный военачальник талышского происхождения, который проживал в Халхале и служил Сефевидскому ордену. Он женился на Шах-паше Хатун, когда был жив её отец, Шейх Джунейд. Шах-паша Хатун была единственной выжившей сестрой шейха Гейдара (1459—1488). Этот брак принёс союз, который помог династии Сефевидов на последнем этапе их борьбы за власть.
Позже он стал опекуном (лала) Исмаила I (годы правления 1501—1524) и сыграл решающую роль в его восхождении на престол. Мохаммад Бек и его супруга должны были сыграть важную роль в безопасном переходе Исмаила из Гиляна в Ардебиль через Талыш накануне своей кампании.
Группа талышей последователей ордена Сефевидов во главе с Мухаммад-беком совершила покушение на жизнь Исмаила накануне его путешествия в восточную Анатолию. По словам Касим-бека Хаяти Табризи, поэта и бюрократа ранней эпохи Сефевидов, слухи о причастности Мохаммад бека к заговору с целью убийства оказались необоснованными, и Исмаил пощадил его, но вскоре после этого Исмаил приказал казнить Мохаммад бека и назначил его шурина, Гусейн-бека Шамлу (также бывшего лала).